# Římskokatolická farnost Bouzov
Římskokatolická farnost Bouzov je územní společenství římských katolíků s farním kostelem sv. Gotharda v děkanátu Konice.

## Území farnosti a sakrální stavby
- Bouzov
  - farní kostel sv. Gotharda
  - hřbitovní kostel sv. Maří Magdalény

## Duchovní správci
K červnu 2017 zde působí jako farář P. Mgr. Radomír Metoděj Hofman, OT.

## Aktivity ve farnosti
Ve farnostech na Konicku, které spravuje Německý řád (Bouzov, Luká, Bílá Lhota, Chudobín, Měrotín, Náměšť na Hané) vychází od roku 2001 občasník Farní trouba.